# Мирний Іван Миколайович
Ми́рний Іва́н Микола́йович (нар. 6 липня 1954, с. Ручки, Полтавська область) — член Партії регіонів; ВР України, член фракції Партії регіонів (з січня 2013), член Комітету з питань європейської інтеграції (з квітня 2013), голова підкомітету з питань координації співробітництва між Україною та ЄС у сфері запобігання і протидії транснаціональної злочинності.

## Життєпис
Народився 6 липня 1954 (село Ручки, Гадяцький район, Полтавська область); дочки Тетяна (1980), Ірина (1985), Анастасія (2005).
Закінчив Київську вищу школу міліції МВС СРСР (1987), юрист.
Народний депутат України 7-го скликання з лютого 2013 від Партії регіонів, № 79 в списку. На час виборів: народний депутат України, член ПР.
Народний депутат України 6-го скликання з листопада 2007 до грудня 2012 від Партії регіонів, № 102 в списку. На час виборів: віце-президент з загальних питань авіакомпанії «ЕЕС-Авіа ЛТД», безпартійний. Член фракції Партії регіонів (з листопада 2007), член Комітету боротьби з організованою злочинністю і корупцією (з грудня 2007), голова підкомітету з питань взаємодії з органами правосуддя та координації діяльності державних органів, які беруть участь у боротьбі з організованою злочинністю (з січня 2008).
- 1973–1975 — служба в армії.
- 1977–2002 — інспектор, заступник начальника відділу карного розшуку райвиконкому (місто Чернівці), інспектор, старший інспектор, старший оперуповноважений, керівник групи відділу карного розшуку УВС Чернівецького облвиконкому, начальник відділу карного розшуку відділу внутрішніх справ Першотравневого райвиконкому міста Чернівців, начальник відділу боротьби з організованою злочинністю відділу карного розшуку, начальник відділу боротьби з крадіжками і угонами автотранспорту відділу карного розшуку, заступник начальника управління — начальник відділу з розкриття злочинів проти особистості управління карного розшуку, заступник начальника управління карного розшуку, перший заступник начальника управління — начальник управління боротьби з організованою злочинністю, перший заступник начальника управління — начальник кримінальної міліції УМВСУ в Чернівецькій області.
- 2002–2003 — заступник директора представництва фірми «Хайрок холдинг Лімітед», місто Київ.
- 2005–2007 — віце-президент з загальних питань ТОВ з іноземними інвестиціями авіакомпанія «ЕЕС-Авіа», місто Київ.

## Парламентська діяльність
18 січня 2018 року був одним з 36 депутатів, що голосували проти Закону про визнання українського сувернітету над окупованими територіями Донецької та Луганської областей.
Був одним з 59 депутатів, що підписали подання, на підставі якого Конституційний суд України скасував статтю Кримінального колексу України про незаконне збагачення, що зобов'язувала держслужбовців давати пояснення про джерела їх доходів і доходів членів їх сімей. Кримінальну відповідальність за незаконне збагачення в Україні запровадили у 2015 році. Це було однією з вимог ЄС на виконання Плану дій з візової лібералізації, а також одним із зобов'язань України перед МВФ, закріпленим меморандумом.